# Means TV
Means TV – amerykański antykapitalistyczny serwis streamingowy VOD z siedzibą w Detroit, Michigan. Means zostało założone w 2019 przez filmowców Naomi Burton i Nicka Hayesa jako następca firmy produkującej wideo, Means of Production. W serwisie znajdują się filmy, seriale telewizyjne, podcasty i reportaże. Means TV jest zorganizowane jako spółdzielnia pracownicza.
Serwis oficjalnie uruchomiono 26 lutego 2020.

## Historia
Przed założeniem Means TV, Naomi Burton i Nick Hayes pracowali w produkcji medialnej dla producentów samochodów w Detroit i uczestniczyli w spotkaniach Demokratycznych Socjalistów Ameryki. Po tym, jak uznali swoją pracę za moralnie niestosowną, porzucili ją i założyli firmę produkującą filmy wideo – Means of Production. Means of Production po raz pierwszy pojawiło się na rynku po tym, jak wyprodukowali spot wyborczy dla Alexandrii Ocasio-Cortez w 2018.
Pełna usługa transmisji strumieniowej została uruchomiona dopiero w lutym 2020, natomiast w 2019 i na początku 2020 firma tworzyła treści dla swojego kanału na YouTube. Kanał wzięto od komika Sary June, twórczynię Nyan Cata, a tym samym miał ponad 125 tys. subskrybentów, kiedy Means zaczął umieszczać na kanale swoje własne treści 21 marca 2019.
Hayes podał anarchistyczny podcast Street Fight jako inspirację dla swojej decyzji o stworzeniu Means TV. Współpracował ze Street Fight przy nagrywaniu występów na żywo w 2017 i 2019.